# Apoecus
Apoecus is een slakkengeslacht uit de familie van de Enidae. De wetenschappelijke naam van het geslacht is voor het eerst geldig gepubliceerd in 1902 door Möllendorff.

## Soorten
- Apoecus apertus (Martens, 1863)
- Apoecus colonus (Möllendorff, 1895)
- Apoecus granulatus (Möllendorff, 1884)
- Apoecus ramelauensis Köhler, Criscione, Burghardt & Kessner, 2016[1]